# Grad Borl
Grad Borl (nemško Anchenstein, madžarsko Bornyl várn) je srednjeveški grad, na visoki skali nad reko Dravo, upravno spada v Občino Cirkulane.

## Etimologija
Zaradi svoje lege ob nekdanji ogrsko-hrvaški meji je imel grad že od vsega začetka pomembno strateško vlogo. Prvotno je služil kot obmejna ogrska postojanka, ki je varovala strateško pomemben prehod čez reko Dravo, o čemer pričata tako madžarsko kot nemško imena gradu Borlyn oz. Anchestein, ki naj bi se nanašala na rečni prehod oz. brod.

## Arhitektura
Najstarejši deli grajske arhitekture segajo v 12. stoletje, s kasnejšimi dograditvami v 15. in 17. stoletju. Poleg arhitekture je ohranjenih nekaj prvotnih stenskih poslikav, kipov in ostanki nekdaj mogočnega grajskega parka.

## Zgodovina
Grad se v pisnih virih prvič omenja leta 1255 kot Anchenstein, njegovi lastniki so bili plemiška rodbina Anchensteinov, ki so izumrli leta 1323. Grad so zatem dobili v fevd Ptujski gospodje, nato pa so jim po letu 1438 sledili razni lastniki, med njimi grofje Schaunbergi, baroni Szekelyji od leta 1494 do 1595, grofje Sauerji od 1639 do 1801, grofje Wurmbrandti do začetka tega stoletja, po letu 1901 baroni Kübeck, med obema vojnama pa je bil grad v posesti delniške družbe Barlin iz Maribora. Med drugo svetovno vojno, med 1941 in 1943, je v gradu gestapo uredil zapor, v grajski stavbi in v poslopju nekdanjih grajskih hlevov. Leta 1956 je bila v spomin na nekdanje zapornike urejena spominska soba in vgrajena spominska plošča na grajski stavbi.